# دورون زيلبرجر
دورون زيلبيرجر (ولد في 2 يوليو 1950) هو عالم رياضيات إسرائيلي، معروف بعمله في مجال التوافقيات .